# Tiszainoka
Tiszainoka là một thị trấn thuộc hạt Jász-Nagykun-Szolnok, Hungary. Thị trấn này có diện tích 17,92 km², dân số năm 2010 là 410 người, mật độ 23 người/km².